# Miami Vice/Episodenliste
Diese Episodenliste enthält alle Episoden der US-amerikanischen Fernsehserie Miami Vice in der Reihenfolge ihrer Erstausstrahlung in den Vereinigten Staaten. Von 1984 bis 1989 entstanden in fünf Staffeln insgesamt 113 Episoden (drei davon in Spielfilmlänge). Die Erstausstrahlung in den USA erfolgte durch NBC und vom 6. Dezember 1986 bis zum 30. August 1992 sendete die ARD 102 Episoden von Miami Vice in deutscher Sprache, vom 26. November 1996 bis zum 17. April 1999 sendete RTL II in Deutschland die bis dahin von der ARD nicht berücksichtigten Folgen. Die ARD strahlte die neun Episoden nicht aus, da diese stark auf Themen anspielten wie z. B. den Vietnamkrieg (Kampf der Veteranen und Eine Frage der Ehre), Kommunismus (Helden der Revolution), Nationalsozialismus (Schatten der Vergangenheit) oder dem Vorstand des Senders zu gewalttätig erschien (Ein Mann geht seinen Weg).

## Übersicht
| Staffel | Episodenanzahl | Erstausstrahlung USA | Erstausstrahlung USA | Deutschsprachige Erstausstrahlung | Deutschsprachige Erstausstrahlung |
| Staffel | Episodenanzahl | Staffelpremiere      | Staffelfinale        | Staffelpremiere                   | Staffelfinale                     |
| ------- | -------------- | -------------------- | -------------------- | --------------------------------- | --------------------------------- |
| 1       | 22             | 16. September 1984   | 10. Mai 1985         | 6. Dezember 1986                  | 7. Oktober 1989                   |
| 2       | 23             | 27. September 1985   | 9. Mai 1986          | 14. April 1987                    | 11. Februar 1998                  |
| 3       | 24             | 26. September 1986   | 8. Mai 1987          | 2. Januar 1988                    | 31. März 1998                     |
| 4       | 22             | 25. September 1987   | 6. Mai 1988          | 1. Oktober 1991                   | 6. April 1998                     |
| 5       | 22             | 4. November 1988     | 25. Januar 1990      | 9. März 1992                      | 17. April 1999                    |

## Staffel 1
| Nr. (ges.) | Nr. (St.) | Deutscher Titel                       | Originaltitel                                   | Erstausstrahlung USA | Deutschsprachige Erstausstrahlung (D) | Regie                | Drehbuch                          |
| ---------- | --------- | ------------------------------------- | ----------------------------------------------- | -------------------- | ------------------------------------- | -------------------- | --------------------------------- |
| 1          | 1         | Heißes Pflaster Florida – Teile 1 & 2 | Brother’s Keeper                                | 16. Sep. 1984        | 6. Dez. 1986                          | Thomas Carter        | Anthony Yerkovich                 |
| 2          | 2         | Pakt mit dem Teufel                   | Heart of Darkness                               | 28. Sep. 1984        | 9. Dez. 1986                          | John Llewellyn Moxey | A.J. Edison                       |
| 3          | 3         | Mr. Cool                              | Cool Runnin’                                    | 5. Okt. 1984         | 16. Dez. 1986                         | Lee H. Katzin        | Joel Surnow                       |
| 4          | 4         | Calderones Rückkehr – Teil 1          | Calderone's Return: The Hit List (Part 1)       | 19. Okt. 1984        | 23. Dez. 1986                         | Richard Colla        | Joel Surnow                       |
| 5          | 5         | Calderones Rückkehr – Teil 2          | Calderone's Return: Calderone's Demise (Part 2) | 26. Okt. 1984        | 30. Dez. 1986                         | Paul Michael Glaser  | Joel Surnow Alfonse Ruggiero, jr. |
| 6          | 6         | Unter Haien                           | One Eyed Jack                                   | 2. Nov. 1984         | 6. Jan. 1987                          | Lee H. Katzin        | Alfonse Ruggiero, jr.             |
| 7          | 7         | Blinde Wut                            | No Exit (Three Eyed Turtle)                     | 9. Nov. 1984         | 13. Jan. 1987                         | David Soul           | Maurice Hurley                    |
| 8          | 8         | Der King                              | The Great McCarthy                              | 16. Nov. 1984        | 20. Jan. 1987                         | Georg Stanford Brown | Philip Reed Joel Surnow           |
| 9          | 9         | In den Sümpfen                        | Glades                                          | 30. Nov. 1984        | 21. Nov. 1987                         | Stan Lathan          | Rex Weiner Allan Weisbecker       |
| 10         | 10        | Zu hoher Einsatz                      | Give A Little, Take A Little                    | 7. Dez. 1984         | 27. Jan. 1987                         | Bobby Roth           | Chuck Adamson                     |
| 11         | 11        | Der kleine Prinz                      | Little Prince                                   | 14. Dez. 1984        | 3. Feb. 1987                          | Alan J. Levy         | A.J. Edison                       |
| 12         | 12        | Zu jung zum Sterben                   | Milk Run                                        | 4. Jan. 1985         | 10. Feb. 1987                         | John Nicolella       | Allison Hock                      |
| 13         | 13        | Goldenes Dreieck – Teil 1             | Golden Triangle (Part 1)                        | 11. Jan. 1985        | 17. Feb. 1987                         | Georg Stanford Brown | Joseph Gunn Maurice Hurley        |
| 14         | 14        | Goldenes Dreieck – Teil 2             | Golden Triangle (Part 2)                        | 18. Jan. 1985        | 24. Feb. 1987                         | David Anspaugh       | Maurice Hurley Michael Mann       |
| 15         | 15        | Abenteuer in Kolumbien                | Smuggler’s Blues                                | 1. Feb. 1985         | 3. März 1987                          | Paul Michael Glaser  | Miguel Pinero                     |
| 16         | 16        | Trip ins Jenseits                     | Rites of Passage                                | 8. Feb. 1985         | 10. März 1987                         | David Anspaugh       | Daniel Pyne                       |
| 17         | 17        | Die Festung                           | The Maze                                        | 22. Feb. 1985        | 7. Okt. 1989                          | Tim Zinnemann        | Michael Eric Stein                |
| 18         | 18        | Ein ideales Paar                      | Made For Each Other                             | 8. März 1985         | 17. März 1987                         | Rob Cohen            | Allan Weisbecker                  |
| 19         | 19        | Tödliches System                      | The Home Invaders                               | 15. März 1985        | 24. März 1987                         | Abel Ferrara         | Chuck Adamson                     |
| 20         | 20        | Niemand lebt ewig                     | Nobody Lives Forever                            | 29. März 1985        | 30. Sep. 1989                         | Jim Johnston         | Edward DiLorenzo                  |
| 21         | 21        | Am Rande der Hölle                    | Evan                                            | 3. Mai 1985          | 31. März 1987                         | Rob Cohen            | Paul Diamond                      |
| 22         | 22        | Der Pate                              | Lombard                                         | 10. Mai 1985         | 7. Apr. 1987                          | John Nicolella       | Joel Surnow                       |

## Staffel 2
| Nr. (ges.) | Nr. (St.) | Deutscher Titel             | Originaltitel                 | Erstausstrahlung USA | Deutschsprachige Erstausstrahlung (D) | Regie               | Drehbuch                               |
| ---------- | --------- | --------------------------- | ----------------------------- | -------------------- | ------------------------------------- | ------------------- | -------------------------------------- |
| 23         | 1         | Auf dem Kriegspfad – Teil 1 | Prodigal Son, Part 1          | 27. Sep. 1985        | 14. Apr. 1987                         | Paul Michael Glaser | Daniel Pyne                            |
| 24         | 2         | Auf dem Kriegspfad – Teil 2 | Prodigal Son, Part 2          | 27. Sep. 1985        | 21. Apr. 1987                         | Paul Michael Glaser | Daniel Pyne                            |
| 25         | 3         | Schmutzige Hände            | Whatever Works                | 4. Okt. 1985         | 5. Mai 1987                           | John Nicolella      | Maurice Hurley                         |
| 26         | 4         | Gespensterjagd              | Out Where The Buses Don’t Run | 18. Okt. 1985        | 28. Apr. 1987                         | Jim Johnston        | Douglas Lloyd McIntosh John Mankiewicz |
| 27         | 5         | Schock                      | The Dutch Oven                | 25. Okt. 1985        | 14. Okt. 1989                         | Abel Ferrara        | Maurice Hurley                         |
| 28         | 6         | Das Kainsmal                | Buddies                       | 1. Nov. 1985         | 12. Mai 1987                          | Harry Mastrogeorge  | Frank Military                         |
| 29         | 7         | Rosella                     | Junk Love                     | 8. Nov. 1985         | 21. Okt. 1989                         | Michael O’Herlihy   | Julia Cameron                          |
| 30         | 8         | Voodoo                      | Tale Of The Goat              | 15. Nov. 1985        | 28. Okt. 1989                         | Michael O’Herlihy   | Jim Trombetta                          |
| 31         | 9         | Samurai                     | Bushido                       | 22. Nov. 1985        | 19. Mai 1987                          | Edward James Olmos  | John Leekley                           |
| 32         | 10        | Gekauft und bezahlt         | Bought & Paid For             | 29. Nov. 1985        | 10. Okt. 1987                         | John Nicolella      | Marvin Kupfer                          |
| 33         | 11        | Kampf der Veteranen         | Back In The World             | 6. Dez. 1985         | 11. Feb. 1998                         | Don Johnson         | Terry McDonnell                        |
| 34         | 12        | Phils Tricks                | Phil The Shill                | 13. Dez. 1985        | 26. Sep. 1987                         | John Nicolella      | Paul Diamond                           |
| 35         | 13        | Absolut Miami               | Definitely Miami              | 10. Jan. 1986        | 19. Sep. 1987                         | Rob Cohen           | Michael Ahnemann Daniel Pyne           |
| 36         | 14        | Wer wagt, verliert          | Yankee Dollar                 | 17. Jan. 1986        | 3. Okt. 1987                          | Aaron Lipstadt      | Daniel Pyne John Mankiewicz            |
| 37         | 15        | Reise ohne Rückkehr         | One Way Ticket                | 24. Jan. 1986        | 17. Okt. 1987                         | Craig Bolotin       | Craig Bolotin                          |
| 38         | 16        | Little Miss Jackie          | Little Miss Dangerous         | 31. Jan. 1986        | 24. Okt. 1987                         | Leon Ichaso         | Frank Military                         |
| 39         | 17        | 17 Jahre alt, tot           | Florence Italy                | 14. Feb. 1986        | 7. Nov. 1987                          | John Nicolella      | Wilton Crawley                         |
| 40         | 18        | Französische Spiele         | French Twist                  | 21. Feb. 1986        | 31. Okt. 1987                         | David Jackson       | Jaron Summers                          |
| 41         | 19        | Verspieltes Leben           | The Fix                       | 7. März 1986         | 14. Nov. 1987                         | Dick Miller         | Chuck Adamson                          |
| 42         | 20        | Schuld um Schuld            | Payback                       | 14. März 1986        | 28. Nov. 1987                         | Aaron Lipstadt      | Robert Crais                           |
| 43         | 21        | Im Fadenkreuz               | Free Verse                    | 4. Apr. 1986         | 12. Dez. 1987                         | John Nicolella      | Jim Trombetta                          |
| 44         | 22        | Piraten                     | Trust Fund Pirates            | 2. Mai 1986          | 5. Dez. 1987                          | Jim Johnston        | Daniel Pyne                            |
| 45         | 23        | Calderones Fluch            | Sons and Lovers               | 9. Mai 1986          | 19. Dez. 1987                         | John Nicolella      | Dennis Cooper                          |

## Staffel 3
| Nr. (ges.) | Nr. (St.) | Deutscher Titel              | Originaltitel                   | Erstausstrahlung USA | Deutschsprachige Erstausstrahlung (D) | Regie              | Drehbuch                              |
| ---------- | --------- | ---------------------------- | ------------------------------- | -------------------- | ------------------------------------- | ------------------ | ------------------------------------- |
| 46         | 1         | Liebe und Tod                | When Irish Eyes Are Crying      | 26. Sep. 1986        | 4. Nov. 1989                          | Mario DiLeo        | John Leekley                          |
| 47         | 2         | Stones Krieg                 | Stone’s War                     | 3. Okt. 1986         | 2. Jan. 1988                          | David Jackson      | David Jackson                         |
| 48         | 3         | Blutsbande                   | Killshot                        | 10. Okt. 1986        | 16. Jan. 1988                         | Leon Ichaso        | Marvin Kupfer Leon Ichaso Manuel Arce |
| 49         | 4         | Alleingang                   | Walk Alone                      | 17. Okt. 1986        | 11. Nov. 1989                         | David Jackson      | Walt Scott Meyer                      |
| 50         | 5         | Köder                        | The Good Collar                 | 24. Okt. 1986        | 18. Nov. 1989                         | Mario DiLeo        | Dennis Cooper                         |
| 51         | 6         | Schatten in der Nacht        | Shadow In The Dark              | 31. Okt. 1986        | 25. Nov. 1989                         | Christopher Crowe  | Chuck Adamson                         |
| 52         | 7         | El Viejo, der Alte           | El Viejo                        | 7. Nov. 1986         | 23. Jan. 1988                         | Aaron Lipstadt     | Alan Moskowitz                        |
| 53         | 8         | Goldmacher                   | Better Living Through Chemistry | 14. Nov. 1986        | 2. Dez. 1989                          | Leon Ichaso        | Ken Edwards Harold Rosenthal          |
| 54         | 9         | Die Baby-Connection          | Baby Blues                      | 21. Nov. 1986        | 30. Jan. 1988                         | Daniel Attias      | Dick Wolf Michael Duggan              |
| 55         | 10        | Für die Straße geboren       | Streetwise                      | 5. Dez. 1986         | 6. Feb. 1988                          | Fred Walton        | Dennis Cooper                         |
| 56         | 11        | Und vergib uns unsere Schuld | Forgive Us Our Debts            | 12. Dez. 1986        | 9. Dez. 1989                          | Jan Eliasberg      | Gustave Reininger                     |
| 57         | 12        | Am Boden – Teil 1            | Down For The Count Part 1       | 9. Jan. 1987         | 5. März 1988                          | Richard Compton    | Dick Wolf                             |
| 58         | 13        | Am Boden – Teil 2            | Down For The Count Part 2       | 16. Jan. 1987        | 12. März 1988                         | Richard Compton    | Dick Wolf                             |
| 59         | 14        | Cuba Libre                   | Cuba Libre                      | 23. Jan. 1987        | 17. März 1998                         | Virgil W. Vogel    | Michael Berlin Eric Estrin            |
| 60         | 15        | Eine Frage der Ehre          | The Savage aka Duty And Honor   | 6. Feb. 1987         | 18. März 1998                         | John Nicolella     | Marvin Kupfer                         |
| 61         | 16        | Theresa                      | Theresa                         | 13. Feb. 1987        | 20. Feb. 1988                         | Virgil W.Vogel     | Pamela Norris                         |
| 62         | 17        | In letzter Sekunde           | The Afternoon Plane             | 20. Feb. 1987        | 16. Dez. 1989                         | David Jackson      | David Jackson                         |
| 63         | 18        | Ganz Ohr                     | Lend Me An Ear                  | 27. Feb. 1987        | 19. März 1988                         | James Quinn        | Dick Wolf                             |
| 64         | 19        | Sprengstoff                  | Red Tape                        | 13. März 1987        | 26. März 1988                         | Gabrielle Beaumont | Dennis Cooper, Dick Wolf              |
| 65         | 20        | Lady Love                    | Hooker By Crook                 | 20. März 1987        | 16. Apr. 1988                         | Don Johnson        | Dick Wolf                             |
| 66         | 21        | Teufelskreis                 | Knock knock… who’s there?       | 27. März 1987        | 2. Apr. 1988                          | Tony Wharmby       | Dick Wolf                             |
| 67         | 22        | Ein Mann geht seinen Weg     | Viking Bikers From Hell         | 3. Apr. 1987         | 27. März 1998                         | James Quinn        | John Milius                           |
| 68         | 23        | Showbusiness                 | Everybody’s In Showbiz          | 1. Mai 1987          | 23. Dez. 1989                         | Richard Compton    | Reynaldo Povod Dennis Cooper          |
| 69         | 24        | Helden der Revolution        | Heroes Of The Revolution        | 8. Mai 1987          | 31. März 1998                         | Gabrielle Beaumont | Dick Wolf                             |

## Staffel 4
| Nr. (ges.) | Nr. (St.) | Deutscher Titel             | Originaltitel           | Erstausstrahlung USA | Deutschsprachige Erstausstrahlung (D) | Regie           | Drehbuch                      |
| ---------- | --------- | --------------------------- | ----------------------- | -------------------- | ------------------------------------- | --------------- | ----------------------------- |
| 70         | 1         | Crockett hinter Gittern     | Contempt Of Court       | 25. Sep. 1987        | 15. Okt. 1991                         | Jan Eliasberg   | Peter McCabe                  |
| 71         | 2         | Das goldene Kalb            | Amen… send money        | 2. Okt. 1987         | 8. Okt. 1991                          | James L. Quinn  | John Schulian                 |
| 72         | 3         | Der Tod und die Lady        | Death And The Lady      | 16. Okt. 1987        | 1. Okt. 1991                          | Colin Bucksey   | David Black                   |
| 73         | 4         | Das große Auftauen          | The Big Thaw            | 23. Okt. 1987        | 6. Apr. 1998                          | Richard Compton | Joseph DeBlasi                |
| 74         | 5         | Die Killer                  | Child’s Play            | 30. Okt. 1987        | 22. Okt. 1991                         | Vern Gillum     | Priscilla Turner              |
| 75         | 6         | Familienbande               | God’s Work              | 6. Nov. 1987         | 29. Nov. 1991                         | Jan Eliasberg   | Edward Tivnan                 |
| 76         | 7         | Verlorene Zeit              | Missing Hours           | 13. Nov. 1987        | 26. Nov. 1996                         | Ate de Jong     | Thomas M. Disch               |
| 77         | 8         | Wie ein Orkan               | Like A Hurricane        | 20. Nov. 1987        | 5. Nov. 1991                          | Colin Bucksey   | Robert Palm                   |
| 78         | 9         | Yakuza                      | The Rising Sun Of Death | 4. Dez. 1987         | 12. Nov. 1991                         | Leon Ichaso     | Peter Lance                   |
| 79         | 10        | Liebe auf den ersten Blick  | Love At First Sight     | 15. Jan. 1988        | 19. Nov. 1991                         | Don Johnson     | Peter McCabe                  |
| 80         | 11        | Hard Rock                   | Rock And A Hard Place   | 22. Jan. 1988        | 26. Nov. 1991                         | Colin Bucksey   | Dick Wolf                     |
| 81         | 12        | Kleine Bullen, große Bullen | The Cows Of October     | 5. Feb. 1988         | 3. Dez. 1991                          | Vern Gillum     | Ed Zuckerman                  |
| 82         | 13        | Mörderische Wahl            | Vote Of Confidence      | 12. Feb. 1988        | 10. Dez. 1991                         | Randy Roberts   | John Schulian                 |
| 83         | 14        | Bombengeschäft              | Baseballs Of Death      | 19. Feb. 1988        | 17. Dez. 1991                         | Bill Duke       | Peter Lance                   |
| 84         | 15        | Indianerkrieg               | Indian Wars             | 26. Feb. 1988        | 6. Jan. 1992                          | Leon Ichaso     | Carl Waldman Frank Coffey     |
| 85         | 16        | Der Puppenmörder            | Honor Among Thieves?    | 4. März 1988         | 13. Jan. 1992                         | Jim Johnston    | Jack Richardson               |
| 86         | 17        | Die Rache ist mein…         | Hell Hath No Fury       | 11. März 1988        | 20. Jan. 1992                         | Virgil W.Vogel  | David Black                   |
| 87         | 18        | Im Untergrund               | Badge Of Dishonor       | 18. März 1988        | 27. Jan. 1992                         | Richard Compton | Dick Wolf                     |
| 88         | 19        | Blut und Rosen              | Blood And Roses         | 1. Apr. 1988         | 3. Feb. 1992                          | George Mendeluk | Dick Wolf                     |
| 89         | 20        | Eine Kugel für Crockett     | A Bullet For Crockett   | 15. Apr. 1988        | 10. Feb. 1992                         | Donald L.Gold   | Dick Wolf                     |
| 90         | 21        | Der Mann aus der Todeszelle | Deliver Us From Evil    | 29. Apr. 1988        | 17. Feb. 1992                         | George Mendeluk | Dick Wolf                     |
| 91         | 22        | Blutiger Spiegel            | Mirror Image            | 6. Mai 1988          | 24. Feb. 1992                         | Richard Compton | Daniel Sackheim Nelson Oramas |

## Staffel 5
| Nr. (ges.) | Nr. (St.) | Deutscher Titel            | Originaltitel                           | Erstausstrahlung USA | Deutschsprachige Erstausstrahlung (D) | Regie             | Drehbuch                               |
| ---------- | --------- | -------------------------- | --------------------------------------- | -------------------- | ------------------------------------- | ----------------- | -------------------------------------- |
| 92         | 1         | Der Gangster – Teil 1      | Hostile Takeover                        | 4. Nov. 1988         | 9. März 1992                          | Don Johnson       | Ken Solarz                             |
| 93         | 2         | Der Gangster – Teil 2      | Redemption In Blood                     | 11. Nov. 1988        | 16. März 1992                         | Paul Krasny       | Bob Ward                               |
| 94         | 3         | Herz des Todes             | Heart Of Night                          | 18. Nov. 1988        | 23. März 1992                         | Paul Krasny       | James Becket                           |
| 95         | 4         | Finger am Abzug            | Bad Timing                              | 2. Dez. 1988         | 30. März 1992                         | Virgil W.Vogel    | Scott Shepherd                         |
| 96         | 5         | Borrasca, das Ende         | Borrasca                                | 9. Dez. 1988         | 6. Apr. 1992                          | Vern Gillum       | Steve Volpe Robert Crais               |
| 97         | 6         | In der Schusslinie         | Line Of Fire                            | 16. Dez. 1988        | 13. Apr. 1992                         | Richard Compton   | Raymond Hartung                        |
| 98         | 7         | Das Messer                 | Asian Cut                               | 13. Jan. 1989        | 27. Apr. 1992                         | James A. Contner  | Robert Ward                            |
| 99         | 8         | Todesspiel                 | Hard Knocks                             | 20. Jan. 1989        | 4. Mai 1992                           | Vern Gillum       | Ken Solarz Scott Shepherd Robert Ward  |
| 100        | 9         | Frucht des Giftbaums       | Fruit Of The Poison Tree                | 3. Feb. 1989         | 11. Mai 1992                          | Michelle Manning  | Rob Bragin                             |
| 101        | 10        | Skorpion                   | To Have And To Hold (aka Second Chance) | 10. Feb. 1989        | 18. Mai 1992                          | Eugene Corr       | William Conway                         |
| 102        | 11        | Tod und Scheintod          | Miami Squeeze                           | 17. Feb. 1989        | 19. Juli 1992                         | Michelle Manning  | Robert Ward Peter McCabe Ted Mann      |
| 103        | 12        | Blinder Spiegel            | Jack of all Trades                      | 3. März 1989         | 26. Juli 1992                         | Vern Gillum       | Robert Ward                            |
| 104        | 13        | Das Gefängnis in mir       | The Cell Within                         | 10. März 1989        | 4. März 1997                          | Michael B. Hoggan | Jack Richardson                        |
| 105        | 14        | Madonna                    | The Lost Madonna                        | 17. März 1989        | 2. Aug. 1992                          | Randy Roberts     | John Schulian                          |
| 106        | 15        | Jenseits des Gesetzes      | Over The Line                           | 28. Apr. 1989        | 9. Aug. 1992                          | Russ Mayberry     | Robert Ward Scott Shepherd             |
| 107        | 16        | Schatten der Vergangenheit | Victims of Circumstance                 | 5. Mai 1989          | 17. Apr. 1999                         | Colin Bucksey     | Richard Lourie                         |
| 108        | 17        | Der Sohn des Gangsters     | World of Trouble                        | 14. Juni 1989        | 30. Aug. 1992                         | Alan Myerson      | Raymond Hartung                        |
| 109        | 18        | Superheld                  | Miracle Man                             | 21. Juni 1989        | 6. Sep. 1992                          | Alan Myerson      | Robert Ward Gillian Horvath            |
| 110        | 19        | Traumtrip                  | Leap Of Faith                           | 28. Juni 1989        | 13. Sep. 1992                         | Robert Iscove     | Robert Ward                            |
| 111        | 20        | Blutrache                  | Too Much Too Late                       | 25. Jan. 1990        | 20. Sep. 1992                         | Richard Compton   | John A.Connor                          |
| 112        | 21        | Letzter Auftrag – Teil 1   | Freefall Part 1                         | 21. Mai 1989         | 16. Sep. 1992                         | Russ Mayberry     | Ken Solarz Scott Shepherd Frank Holman |
| 113        | 22        | Letzter Auftrag – Teil 2   | Freefall Part 2                         | 21. Mai 1989         | 23. Sep. 1992                         | Russ Mayberry     | Ken Solarz Scott Shepherd Frank Holman |